# چادگان
چادگان مرکز شهرستان چادگان در استان اصفهان می‌باشد که در ساحل سد زاینده‌رود قرار دارد.
"پاراتاک" نام باستانی این شهر بوده، سپس به چادگان تغییر نام یافته است.

## تاریخچه چادگان

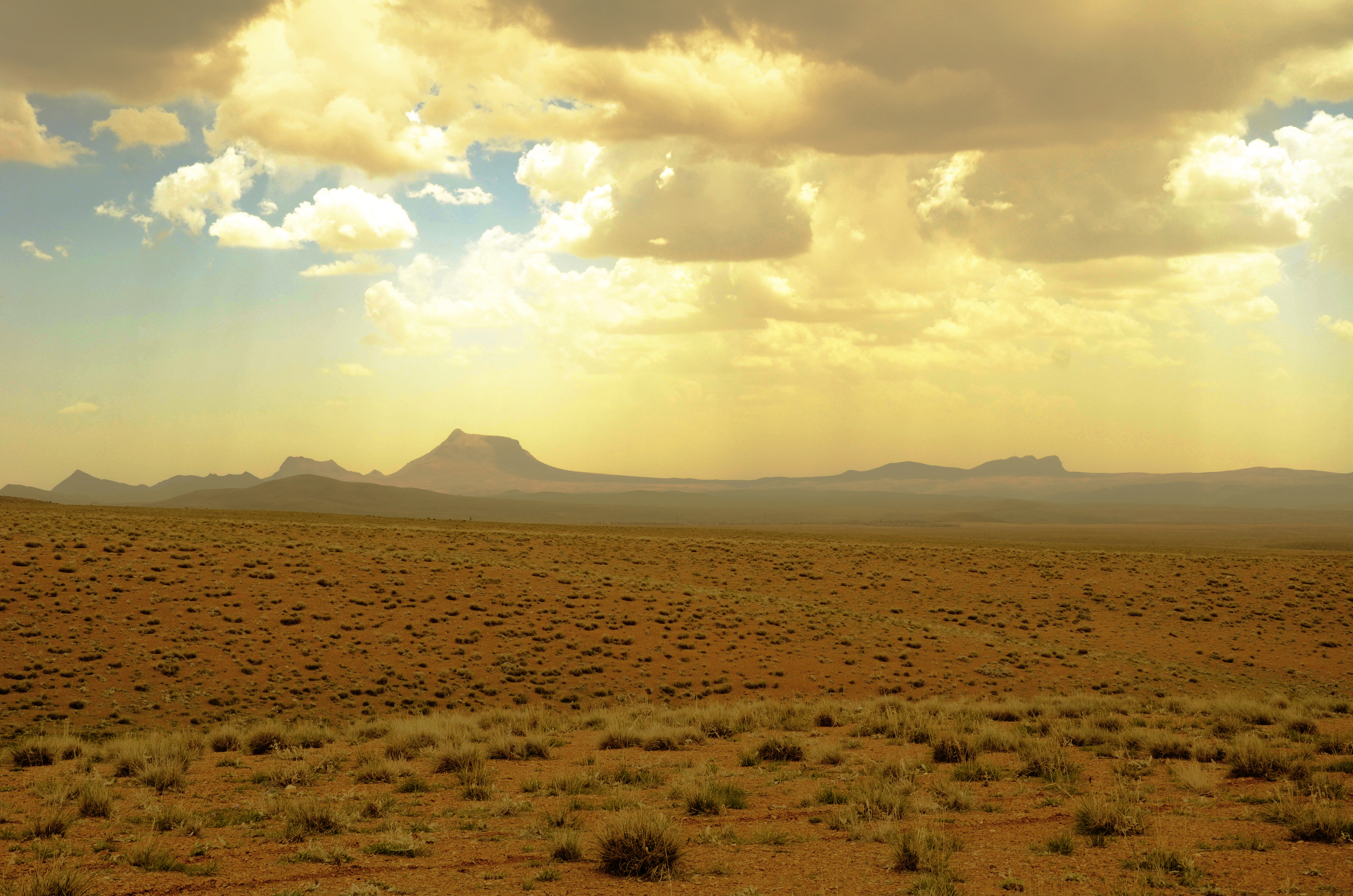
چادگان، شهری ساحلی در کرانه دریاچه مخزن سد زاینده رود

چادگان، یک منطقه گردشگری با تاریخچه‌ی طولانی است. که در منطقه وسيعی به نام منطقه فریدن  قرار گرفته است اسناد تاریخی نشان می‌دهد که شهرستان چادگان در دوران صفویه و با فرمان شاه عباس اول بنا شده است. با فاصله‌ی کم و همجواری با رود زاینده رود و موقعیت جغرافیایی مساعد، شهرستان چادگان به یکی از شهرهای زیبا و پرجمعیت تبدیل شده است.در گذشته، این منطقه با نام "پاراتاک" شناخته می‌شد که بعدها به چادگان تغییر نام داده شد. (پاراتاک یکی از ساتراپی‌های هخامنشیان بوده است)
نام چادگان از دو کلمه‌ی "چاد" و "گان" تشکیل شده است. "چاد" یک کلمه‌ی ترکی به معنای شیار، شکاف و دره است. "گان" هم پسوند نسبت است. چون شهرستان چادگان در میان یک دره‌ی کوچک قرار دارد، به همین دلیل معنای لغوی یکسانی با محل قرارگیری خود دارد.
شاه عباس صفوی ترک زبانان را به این منطقه هدایت کرده است تا از شرایط آب و هوایی مساعد و امکانات زاینده رود استفاده کنند. آخرین پادشاه هخامنشی نیز برای گردآوری سپاه خود به پاراتاک آمده بود و از این راه، با عبور از دهات دیگر، به همدان رسیده بود.
- روایت‌های متفاوتی در مورد اقامت اسکندر در شهرستان چاد گان وجود دارد، اما وجود روستای اسکندری در مجاورت چادگان و ستون‌های سنگی و ظروف سفالی قدیمی، به اهمیت و قدمت این منطقه اشاره می‌کنند.

موقعیت جغرافیایی ==
فاصله‌ی چادگان تا مرکز استان اصفهان(شهر اصفهان )؛ حدود ۱۱۵ کیلومتر است. مساحت شهرستان چادگان نیز حدود ۱۲۰۰ کیلومتر مربع است و با شهرها و شهرستان‌های نزدیکی همچون تیران و کرون، فریدن، فریدون شهر و شهر بن از استان چهارمحال و بختیاری هم مرز است.
شهرستان چادگان با استان چهارمحال و بختیاری نیز مرز دارد. در نظر گرفتن آب و هوای این منطقه، زبانزد خاصی برای شهرستان وجود ندارد. آب رودخانه‌ی زاینده رود و هوای مساعد، از دلایلی هستند که باعث سرسبزی و زیبایی این منطقه شده‌اند. علاوه بر این، شهرستان چادگان از طرفی با رشته‌ی کوه‌های مشهوری هم‌جوار است.
ساختمان‌های شهر چادگان بر روی تپه‌های کم ارتفاع ساخته شده‌اند و به همین دلیل، منظره‌ی خاصی را در شکل‌گیری شهر ایجاد کرده‌اند. اختلاف ارتفاع میان مناطق مسکونی و زمین‌های کشاورزی، باعث حفظ مزارع و باغات و کنترل توسعه‌ی مناطق مسکونی در بافت کشاورزی شهرستان شده است.

## جمعیت و مردم
بنابر سرشماری مرکز آمار ایران، جمعیت شهر چادگان در سرشماری عمومی نفوس و مسکن سال ۱۳۹۵ برابر با ۹۹۲۴ نفر بوده‌است. اهالی این شهرستان به گویش ترکی قشقایی سخن می گویند که آمیختگی زیادی با واژگان فارسی دارد که امروزه این زبان بین سالخوردگان رایج است.چادگان قبل از ورود اقوام ترک دارای ساکنان فارسی زبان بوده و با مهاجرت برخی اقوام به این منطقه، زبان ترکی بر آن غالب شده است و فارسی زبانان از این ناحیه مهاجرت کرده‌اند.اقوام ترک، فارس و بختیاری و سپس در زمان صفویان ارامنه در این منطقه ساکن بوده‌اند.

## تعداد گردشگر
در فصل گرما، دهکده تفریحی زاینده رود تا ۶ درجه سانتیگراد از اصفهان، بزرگترین کلانشهر مجاورش که در فاصله زمانی یک و نیم ساعته از آن قرار دارد، خنک تر است و از این رو در تابستان روزانه به‌طور میانگین ۱۴ هزار گردشگر را به سوی خود جلب می‌کند. دهکده زاینده رود، سالانه حدود ۸۰۰ هزار گردشگر را پذیرا است.

## امکانات
وجود امکانات متعددی از تفریحات خانوادگی و دسته جمعی از جمله؛ ماهیگیری، غواصی، پینت بال، قایقرانی، کارتینگ، ماشین شارژی و پل معلق و… لحظات مفرح و هیجان انگیزی را برای گردشگران رقم می‌زند. آرامش یک استراحتگاه ییلاقی با امنیت کامل محیطی خانوادگی از نخستین ویژگی‌هایی است که دهکده فرهنگی تفریحی زاینده رود را برای مسافرانش محبوب کرده‌است. تنفس در فضای آرام و پاک کوهستانی دهکده، قدم زنی در میان انبوه فضای سبز و گلزار‌های پرتعداد، ماهیگیری در ساحل آرام و وسعت آبی دریاچه، به تماشا نشتن انواع گونه‌های گیاهی در گلخانه ای به وسعت ۵۰۰۰ متر مربع، در کنار بهره جستن امکانات وسیع ورزش‌هایی چون استخر ساحلی، مانژ سوارکاری، و زمین تنیس و… تجربه ای را رقم می‌زند.